# Цинубани (Ахметский муниципалитет)
Цинубани (груз. წინუბანი) — село в Грузии. Находится в Ахметском муниципалитете края Кахетия.

## География
Расположено в Панкисском ущелье.
Ближайшие сёла: на севере — Дуиси и Халацани, на юге — Корети, на востоке — Маграани, на западе — Кварелцкали.